# Musashi Mizushima
Musashi Mizushima (水島 武蔵 Mizushima Musashi?), född 10 september 1964 i Tokyo prefektur, är en japansk före detta fotbollsspelare och tränare.
Mizushima började sin karriär 1984 i São Paulo FC. Efter São Paulo spelade han för EC São Bento, Portuguesa, Santos FC, Hitachi och Yokohama Flügels. Han avslutade karriären 1992.
Mizushima har efter den aktiva karriären verkat som tränare och har tränat Fujieda MYFC.